# Korytné
Korytné (Hongaars: Korotnok) is een Slowaakse gemeente in de regio Prešov, en maakt deel uit van het district Levoča.
Korytné telt 104 inwoners.